# أناتاز
أناتاز هو واحد من ثلاثة أشكال معدنية يوجد عليها ثنائي أكسيد التيتانيوم بالإضافى إلى الشكلين الآخرين وهما بروكيت وروتيل.
يوجد الأناتاز دائماً على شكل بلورات صغيرة منفصلة متكاملة ذي أطراف مدببة، وهو شكل شائع الانتشار ومثل الروتيل وهو يتبلور وفق النظام البلوري الرباعي، إلا أنهما يختلفان في درجة التناظر.
وصفه أول مرة رينيه جست أيوي سنة 1801، وأسماه من الإغريقية anatasis بمعنى «امتداد» إشارة إلى المحور الأفقي الطريل للبلورة.

## اقرأ أيضاً
- ثنائي أكسيد التيتانيوم